# Collada
Der Collada oder Collado (sp.: anhaltender Wind) ist ein starker Wind, der im Golf von Kalifornien auftritt, meistens aus nördlicher Richtung.